# تشارلز إدوارد كوفين
تشارلز إدوارد كوفين هو سياسي أمريكي، ولد في 18 يوليو 1841 في بوسطن في الولايات المتحدة، وتوفي في 24 مايو 1912. نشط حزبياً في الحزب الجمهوري. وقد انتخب عضو مجلس النواب لولاية ماريلند ‏ وانتخب عضو مجلس النواب الأمريكي ‏.